# Estação Aeroporto Internacional de Chūbu

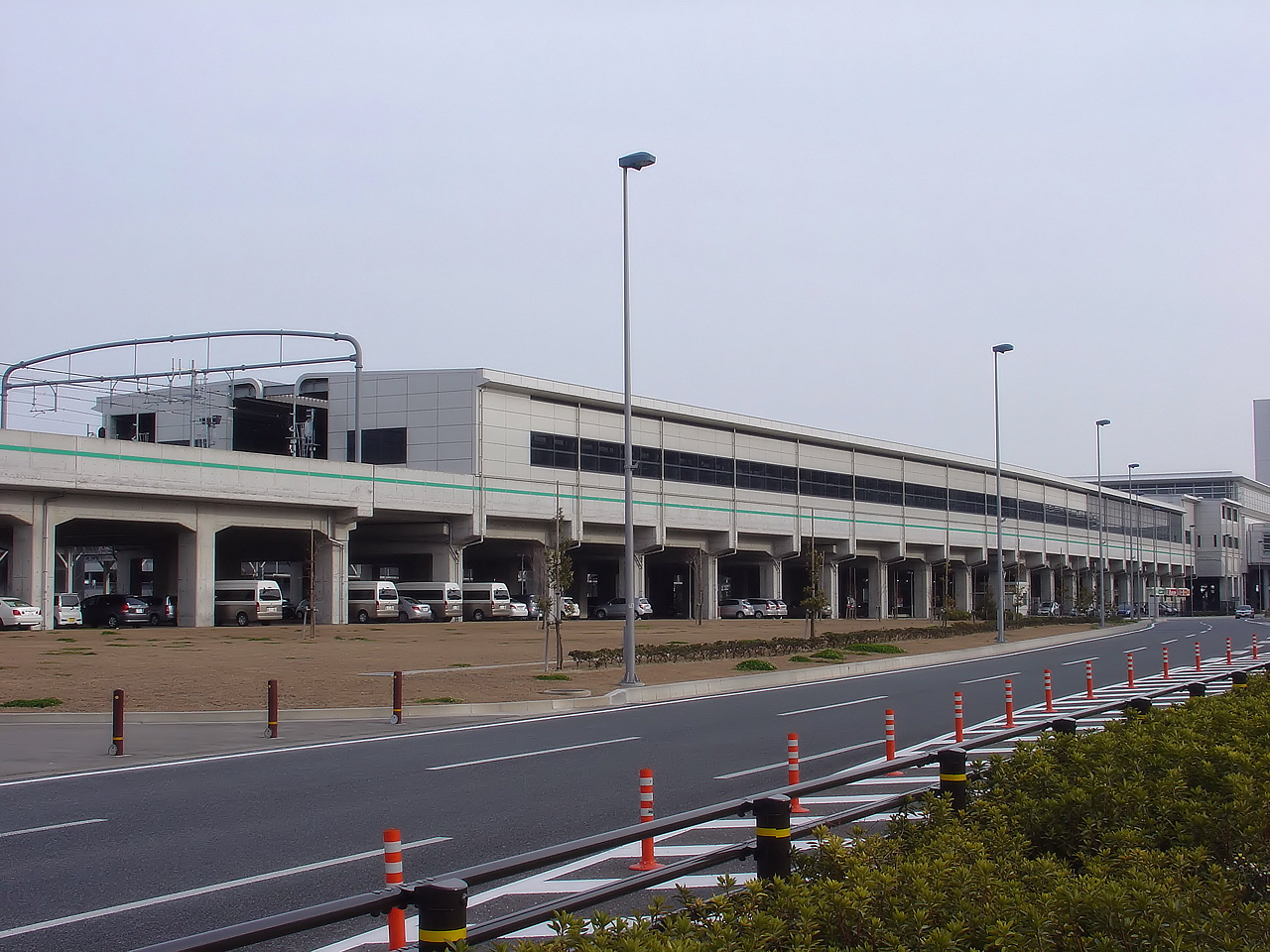
Exterior da Estação Aeroporto Internacional Chūbu

A Estação Aeroporto Internacional de Chūbu (中部国際空港駅 Chūbukokusaikūkō-eki) é uma estação localizada no município de Tokoname, província de Aichi, Japão, pertence a Central Japan International Airport Line Company, Ltd e é operada pela Meitetsu. A estação possui conexão, através de um saguão, com o Aeroporto Internacional de Chūbu Centrair.
A Estação Aeroporto Internacional de Chūbu é servida pela Linha Meitetsu Kūkō.

## Características
Estação elevada com 2 plataformas centrais e 3 vias, uma servindo exclusivamente ao serviço Expresso Limitado μSKY e as outras duas aos outros trens.
| 1    | Expresso Limitado μSKY | Para Nagoia [ja], Gifu [ja] e Shin-Unuma [ja]                                                            |
| 2, 3 | Outros trens           | Para Ōtagawa [ja], Kanayama [ja], Nagoia [ja], Ichinomiya [ja], Gifu [ja], Inuyama [ja] e Shin-Kani [ja] |